# Fulda zwischen Wahnhausen und Bonaforth
Fulda zwischen Wahnhausen und Bonaforth este o arie protejată (sit de importanță comunitară — SCI) din Germania întinsă pe o suprafață de 103,72 ha, integral pe uscat.

## Localizare
Centrul sitului Fulda zwischen Wahnhausen und Bonaforth este situat la coordonatele 51°23′04″N 9°33′41″E / 51.3844°N 9.5614°E.

## Înființare
Situl Fulda zwischen Wahnhausen und Bonaforth a fost declarat sit de importanță comunitară în ianuarie 2005 pentru a proteja 1 specie de animale.

## Biodiversitate
Situată în ecoregiunea continentală, aria protejată conține 4 habitate naturale: Lacuri eutrofice naturale cu vegetație de tip Magnopotamion sau Hydrocharition, Liziere de ierburi înalte hidrofile de câmpie și de nivel montan până la alpin, Fânețe de joasă altitudine (Alopecurus pratensis, Sanguisorba officinalis), Păduri aluvionare cu Alnus glutinosa și Fraxinus excelsior (Alno-Padion, Alnion incanae, Salicion albae).
La baza desemnării sitului se află o specie protejată de  nevertebrate: phengaris nausithous (Maculinea nausithous).